# Jetstar Holland
Jetstar Holland BV was een Nederlandse luchtvaartmaatschappij opgericht in februari 1977 door John Block.
Jetstar richtte zich op de markt voor zakelijke reizen en opereerde vanaf Luchthaven Schiphol. Het bedrijf werkte met vier zakenjets van het type Aérospatiale SN-601 Corvette. Nadat de investeringsmaatschappij Christoffel Jetstar had gekocht, verliet John Block het bedrijf. Nadat Christoffel in de financiële problemen raakte, stopte Jetstar Holland BV eind 1980 haar operaties.